# The Rokstarr Collection
«The Rokstarr Collection» es el primer álbum recopilatorio del artista británico de R&B Taio Cruz. Fue lanzado el 20 de septiembre de 2010 como un álbum de compilación exclusivo para Reino Unido. De acuerdo al sitio oficial de Cruz, el álbum combina «los mayores éxitos del álbum debut del artista» «Rokstarr».

## Antecedentes
En declaraciones a Nesta McGregor de la BBC Newsbeat, Cruz explicó el razonamiento detrás del lanzamiento del álbum,

Los productores están lanzando la colección de grandes éxitos, aunque admito que es «una locura», después de sólo haber publicado dos álbumes. Él dijo: «He sido tan afortunado para liberar tantos sencillos», Tengo seis sencillos del primer álbum y otros cinco del segundo, así que definitivamente hay un montón de canciones que la gente ha escuchado antes, pero no necesariamente saben que era yo, pero les gustaba la canción.

## Recepción
El 26 de septiembre de 2010, The Rokstarr Collection debutó en el número 16 en la página oficial del UK Albums Chart, llegando a ser por tercera vez consecutiva uno de los 20 mejores álbumes, por Taio Cruz.

## Sencillos
- «Dynamite» es el primer sencillo del álbum. Fue lanzado en el Reino Unido, el 22 de agosto de 2010, donde alcanzó el número uno.[8]

- «Higher» es el segundo sencillo. La versión de EE. UU. de «Higher» cuenta con la participación de Travie McCoy, el sencillo fue lanzado a la radio en EE. UU. el 30 de noviembre de 2010.[9] La versión internacional de «Higher» cuenta con la participación de Kylie Minogue y fue publicado el 14 de febrero de 2011.[10]

## Lista de canciones
| N.º | Título                                                | Álbum original                   | Duración |  |
| 1.  | «Dynamite»                                            | Rokstarr (Edición internacional) | 3:24     |  |
| 2.  | «Break Your Heart»                                    | Rokstarr                         | 3:21     |  |
| 3.  | «Dirty Picture (Mix internacional)» (featuring Ke$ha) | Rokstarr (Edición internacional) | 3:40     |  |
| 4.  | «Take Me Back (Remix)» (junto a Tinchy Stryder)       | Rokstarr                         | 3:34     |  |
| 5.  | «Come On Girl» (junto a Luciana)                      | Departure                        | 3:33     |  |
| 6.  | «Forever Love»                                        | Rokstarr                         | 4:12     |  |
| 7.  | «She's Like a Star»                                   | Departure                        | 3:39     |  |
| 8.  | «I Just Wanna Know»                                   | Departure                        | 4:00     |  |
| 9.  | «I'll Never Love Again»                               | Departure                        | 3:50     |  |
| 10. | «Falling in Love»                                     | Rokstarr                         | 3:31     |  |
| 11. | «I Can Be»                                            | Departure                        | 3:47     |  |
| 12. | «Higher»                                              | Rokstarr (Edición internacional) | 3:10     |  |
| 13. | «Moving On»                                           | Departure                        | 3:32     |  |
| 14. | «Feel Again»                                          | Rokstarr                         | 3:40     |  |
| 15. | «Break Your Heart (Remix)» (junto a Ludacris)         | Rokstarr (Edición internacional) | 3:05     |  |
| 16. | «Dynamite (Mix dance)» (Bonus Track iTunes)           |                                  | 5:44     |  |

Fuente: itunes

### Contenido de edición de lujo
| Deluxe edition bonus content |                                               |               |          |  |
| N.º                          | Título                                        | Notas         | Duración |  |
| 17.                          | «Dynamite»                                    | Video musical |          |  |
| 18.                          | «Break Your Heart (Remix)» (junto a Ludacris) | Video musical |          |  |
| 19.                          | «Dirty Picture» (junto a Ke$ha)               | Video musical |          |  |
| 20.                          | «Take Me Back» (junto a Tinchy Stryder)       | Video musical |          |  |
| 21.                          | «Come On Girl» (junto a Luciana)              | Video musical |          |  |
| 22.                          | «She's Like a Star»                           | Video musical |          |  |
| 23.                          | «I Just Wanna Know»                           | Video musical |          |  |
| 24.                          | «I Can Be»                                    | Video musical |          |  |
| 25.                          | «Moving On»                                   | Video musical |          |  |

Fuente: itunes

## Listas musicales de álbumes
| Chart (2010)    | Peak posición |
| --------------- | ------------- |
| UK Albums Chart | 16            |
| UK R&B Chart    | 2             |